# Mikizetes diamantensis
Mikizetes diamantensis är en kvalsterart som beskrevs av Hammer 1958. Mikizetes diamantensis ingår i släktet Mikizetes och familjen Zetomotrichidae. Inga underarter finns listade i Catalogue of Life.